# Dan O'Herlihy
Dan O'Herlihy (Wexford, 1 mei 1919 - Malibu (Californië), 17 februari 2005) was een Iers acteur. Hij speelde de rol van Doc Sardius McPheeters in de televisieserie The Travels of Jaimie McPheeters, Lt. Col. Max Dodd in de televisieserie Colditz en de Oude Man in de film Robocop. 
Dan O'Herlihy was getrouwd met Elsa Bennet van 1945 tot aan zijn dood in 2005. Samen hadden ze vijf kinderen, waaronder de acteur Gavan O'Herlihy, actrice Patricia O'Herlihy, architect Lorcan O'Herlihy en acteur Cormac O'Herlihy. Verder was Dan O'Herlihy de oudere broer van regisseur Michael O'Herlihy.

## Filmografie
- Odd Man Out (1947)
- Hungry Hill (1947)
- Kidnapped (1948)
- Macbeth (1948)
- Larceny (1948)
- The Iroquois Trail (1950)
- The Blue Veil (1951)
- The Desert Fox: The Story of Rommel (1951)
- The Highwayman (1951)
- Drie van de infanterie (1951)
- The Last Half Hour: The Mayerling Story (1951)
- Invasion USA (1952)
- Operation Secret (1952)
- Actor's and Sin (1952)
- At Sword's Point (1952)
- Sword of Venus (1953)
- Bengal Brigade (1954)
- The Black Shield of Falworth (1954)
- Robinson Crusoe (1954)
- The Virgin Queen (1955)
- The Purple Mask (1955)
- That Woman Opposite (1957)
- Home Before Dark (1958)
- The Young Land (1959)
- Imitation of Life (1959)
- One Foot in Hell (1960)
- A Terrible Beauty (1960)
- King of the Roaring 20's: The Story of Arnold Rothstein (1961)
- The Cabinet of Caligari (1962)
- The Presidency: A Splendid Misery (1964)
- Fail-Safe (1964)
- The Big Cube (1969)
- 100 Rifles (1969)
- I Waterloo (1970)
- The Carey Treatment (1972)
- The People (1972)
- The Tamarind Seed (1974)
- Banjo Hackett: Roamin' Free (1976)
- The Quest: The Longest Drive (1976)
- Deadly Game (1977)
- MacArthur (1977)
- Good Against Evil (1977)
- Mark Twain: Beneath the Laughter (1979)
- Artemis 81 (1981)
- Death Ray 2000 (1981)
- Halloween III: Season of the Witch (1982)
- The Last Day (1983)
- The Last Starfighter (1984)
- Dark Mansions (1986)
- The Whoopee Boys (1986)
- The Dead (1987)
- RoboCop (1987)
- A Waltz Through the Hills (1988)
- RoboCop 2 (1990)
- Love, Cheat & Steal (1993)
- The Rat Pack (1998)

## Televisieseries
- Your Show Time (1949)
- Cavalcade of America (1952 en 1953)
- General Electric Theater (1953-1959)
- The United States Steel Hour (1954, 1955 en 1961)
- Schlitz Playhouse of Stars (1955)
- Jane Wyman Presents The Fireside Theatre (1955)
- Lux Video Theatre (1955)
- Screen Directors Playhouse (1955)
- Celebrity Playhouse (1955)
- Climax! (1955)
- Stage 7 (1955)
- Studio 57 (1956)
- Letter to Loretta (1956)
- Chevron Hall of Stars (1956)
- Playhouse 90 (1957 en 1960)
- Zane Grey Theater (1957)
- Kraft Television Theatre (1957)
- On Trial (1957)
- Rawhide (1960)
- The Untouchables (1960)
- The DuPont Show with June Allyson (1960)
- Dr. Kildare (1961-1965)
- Adventures in Paradise (1961 en 1962)
- Target: The Corruptors (1961)
- The Best of the Post (1961)
- The Americans (1961)
- Kraft Mystery Theater (1961)
- Insight (1962 en 1963)
- Empire (1962)
- Sam Benedict (1962)
- Bonanza (1962)
- Checkmate (1962)
- Route 66 (1962)
- The Travels of Jaimie McPheeters (1963-1964)
- Ben Casey (1963)
- Combat! (1963)
- The Alfred Hitchcock Hour (1963)
- Bob Hope Presents the Chrysler Theatre (1964)
- Profiles in Courage (1964)
- The Man from U.N.C.L.E. (1965-1968)
- The Defenders (1965)
- The Road West (1966)
- The Long, Hot Summer (1966)
- Hondo (1967)
- The High Chaparral (1967)
- Mission: Impossible (1967)
- The Big Valley (1967)
- Ironside (1973)
- Jennie: Lady Randolph Churchill (1974)
- Born Free (1974)
- QB VII (1974)
- Colditz (1974)
- Hawaii Five-O (1975)
- Shades of Greene (1975)
- Gibbsville (1976)
- The Quest (1976)
- Serpico (1976)
- The Hardy Boys/Nancy Drew Mysteries (1977)
- The Bionic Woman (1977)
- Battlestar Galactica (1978)
- Charlie's Angels (1978)
- A Man Called Sloane (1979)
- Barnaby Jones (1979)
- Nancy Astor (1982)
- Trapper John, M.D. (1982)
- Murder, She Wrote (1984 en 1986)
- Whiz Kids (1984)
- The Secret Servant (1984)
- Wildfire (1986)
- Remington Steele (1986)
- The Ray Bradbury Theater (1988)
- L.A. Law (1988)
- The Equalizer (1989)
- Twin Peaks (1990-1991)
- The Pirates of Dark Water (1991)
- Father Dowling Mysteries (1991)
- Batman (1994)
- Under the Hammer (1994)
- VR.5 (1995)